# Grief
A Grief (gyász) amerikai doom/sludge metal zenekar volt. 1991-ben alakultak meg Bostonban. Pályafutásuk alatt többször is feloszlottak: először 1991-től 2001-ig működtek, majd 2005-től 2006-ig, végül 2008-tól 2009-ig. 2009-ben véglegesen feloszlottak. Eric C. Harrison a következő mondattal indokolta feloszlásukat: "A feloszlásunk okai a mi okaink. Nem kívánunk részletekbe menni."

## Tagok
- Jeff Hayward - ének, gitár
- John Heidenrich - ének, gitár
- Eric C. Harrison - basszusgitár, ének, lemezborítók tervezése
- Ray McCaffrey - dobok, ütős hangszerek

## Diszkográfia
- Dismal (1993, stúdióalbum)
- Come to Grief (1994, stúdióalbum)
- Miserably Ever After (1996, stúdióalbum)
- Torso (1998, stúdióalbum)
- ...And Man Will Become the Hunted (2000, stúdióalbum)

## Egyéb kiadványok
- Depression (EP, 1992)
- Turbulent Times (válogatáslemez, 2002)
- Alive (koncertalbum, 2006)
- Euro Tour (koncertalbum, 2008)